# Torreón de San Cristóbal (Anento)
El torreón de San Cristóbal es una torre de origen celtíbero ubicada en el municipio español de Anento, en la provincia de Zaragoza. En la actualidad está protegida como zona arqueológica. 

## Reseña
El torreón de San Cristóbal se encuentra situado en un alto, sobre la margen izquierda del valle del Aguallueve. Los restos parecen ser el arranque de un torreón consistente en unas hiladas de bloques megalíticos datables alrededor del 200 a. C.. Anento fue con casi toda probabilidad territorio de los belos, que también dejaron muestras de su arquitectura defensiva en la fortaleza de Pardos.